# Shah
Shah (hay "Sah") (/ ʃɑː /; Ba Tư: شاه, [ʃɒːh], "vua") là danh hiệu dùng để chỉ, được trao cho các hoàng đế/vua và lãnh chúa của Iran (Ba Tư) trong thời kỳ quân chủ của Iran (trước Cách mạng Hồi Giáo Iran). Shah (cụ thể là Shirvanshahs) cũng là từ chỉ các vị vua của Shirvan (một khu vực lịch sử Iran trong Transcaucasia), người cai trị và con đẻ của vua đế chế Ottoman, cũng như ở Gruzia, Afghanistan và Pakistan. Tại Iran (Persia và Đại Ba Tư trước đây) tước vị Shah đã liên tục được sử dụng mang nghĩa như Hoàng Đế như ở Trung Quốc (cao hơn Vua), chứ không phải là vua theo nghĩa ở châu Âu. Mỗi vị vua cai trị Ba Tư coi mình là Šâhanšâh (King of Kings - vua của các vị vua) hoặc "Hoàng đế của Đế quốc Ba Tư". Các vua cai trị Mughal của tiểu lục địa Ấn Độ cũng sử dụng tước vị Shah.
Vị Shah cuối cùng của Iran là Mohammad Reza Pahlavi, cho đến khi chế độ quân chủ Iran bị lật đổ trong cuộc Cách mạng Hồi giáo vào 11 tháng 2 năm 1979.

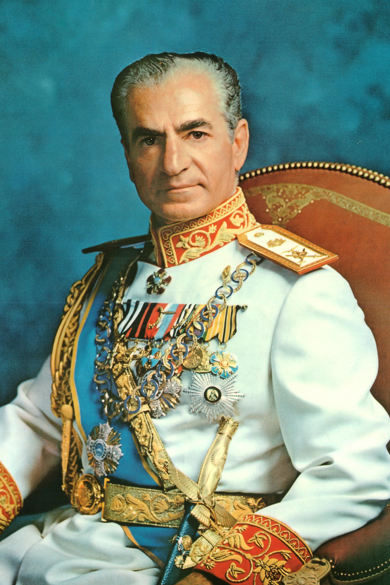
Vua Mohammad Reza Pahlavi - Shah cuối cùng nhà Pahlavi và cuối cùng của Iran

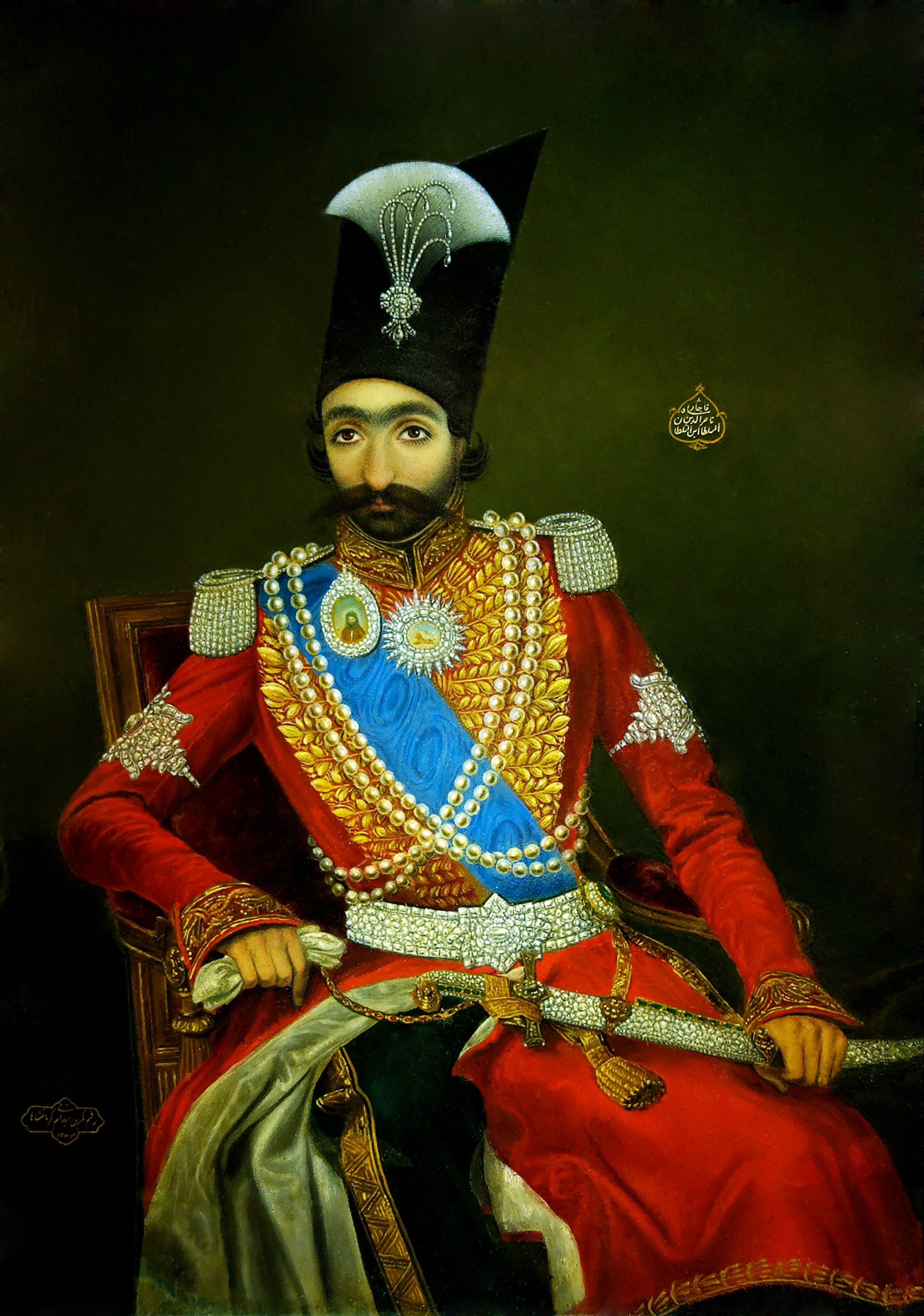
Chân dung của vua Nasser al-Din Shah Qajar (1831–1896), Shah thứ 4 của nhà Qajar của Ba Tư